# Velovo, Tărgoviște
Velovo (în bulgară Вельово) este un sat în comuna Antonovo, regiunea Tărgoviște,  Bulgaria. 

## Demografie
Componența etnică a satului Velovo
     Turci (94,8%)
     Bulgari (5,19%)
     Nicio identificare (0%)
     Altele (0%)
La recensământul din 2011, populația satului Velovo era de 77 locuitori. Din punct de vedere etnic, majoritatea locuitorilor (94,8%) erau turci, cu o minoritate de bulgari (5,19%). Pentru 0% din locuitori nu este cunoscută apartenența etnică.